# Katarina av Siena
Katarina av Siena (Caterina da Siena), född Caterina di Jacopo di Benincasa 25 mars 1347 i Siena, död 29 april 1380 i Rom, var en italiensk lekmannadominikan och mystiker. Hon vördas som helgon inom Romersk-katolska kyrkan med festdag 29 april. År 1970 utnämndes hon till kyrkolärare.

## Biografi

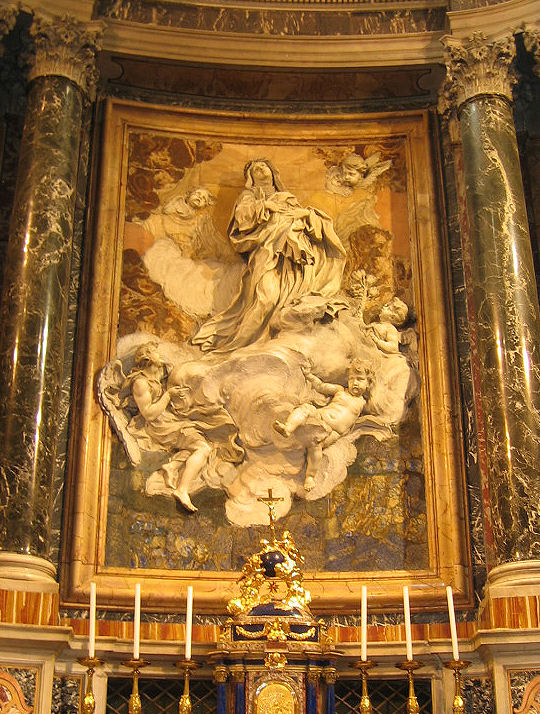
Heliga Katarinas extas, högrelief av Melchiorre Caffà (1666). Santa Caterina da Siena a Magnanapoli i Rom.

Sankta Katarina föddes som Catherine Benincasa i Siena, som dotter till Giacomo di Benincasa och Lapa Piagenti, vars far var poet. Föräldrarna fick 25 barn; Katarina var näst yngst, född tvilling, men hennes tvillingsyster dog vid födseln. Hon fick ingen formell utbildning, vigde sin jungfrudom till Jesus när hon var sju år, och vägrade när hon kommit upp i tonåren att ingå ett äktenskap som föräldrarna anordnat.
Vid sexton års ålder inträdde hon i dominikanorden, och ägnade sig åt sjukvård, och studier av religiösa texter. Hon slog följe med en grupp kristna och begav sig till norra Italien för att verka för att förnya kyrkan i en anda av fullkomlig kärlek för Gud.
Omkring år 1366 inträffade vad Katarina i sina brev omnämner som sitt mystiska bröllop med Kristus. År 1370 fick hon starka upplevelser av helvetet, skärselden och himmelriket, och följaktligen tog hon steget ut i omvärlden efter sin isolering som nunna. I en av Katarinas många uppenbarelser lät Kristus henne välja mellan en gyllene krona och en törnekrona, där hon valde törnekronan. Enligt traditionen föll hon i extas under en bön i april 1375 och stigmatiserades. Dessa sår förblev osynliga fram till hennes död.
Eftersom hon var analfabet var hon tvungen att diktera de brev och andra texter hon ville få skrivna. I synnerhet var hon angelägen om att få ett slut på babyloniska fångenskapen i Avignon samt att mäkla fred mellan Italiens republiker och furstendömen. Med påve Gregorius XI förde hon en långvarig brevväxling, där hon uppmanade honom att ändra prästerskapet och förvaltningen av Kyrkostaten. 381 av hennes brev är bevarade.
I juni 1376 var Katarina Florens sändebud till påven i Avignon, men hon misslyckades med att uppnå en fredsuppgörelse vilket hade varit hennes uppdrag. Däremot lyckades hon förmå påven att flytta tillbaka till Rom, vilket han gjorde i januari 1377. Under schismen 1378 var hon anhängare till Urban VI. Hon levde sedan i Rom till sin död, 1380, vilket skedde efter en stroke, trots hennes unga ålder. Katarina gravsattes i Rom och kanoniserades av Pius II år 1461. I maj 1940 utsågs hon till skyddshelgon för Italien av Pius XII tillsammans med Franciskus av Assisi. 1970 utnämndes hon till kyrkolärare av Paulus VI.